# 슈퍼독
《슈퍼독》은 2013년 10월 26일부터 2013년 12월 28일까지 KBS 2TV에서 방송된 예능 프로그램이자 반려견만을 위한 서바이벌 오디션 프로그램이다.

## 방송 내용
| 회차 | 방송 내용                                                 |
| ---- | --------------------------------------------------------- |
| 1~2  | 슈퍼독 오디션 예선전                                      |
| 3    | 슈퍼독 top 30 선발                                        |
| 4    | 두 견이 한 조가 되어 사진 찍기(15견이 다음 라운드로 진출) |
| 5    | 유기견 캠페인 화보 찍기                                   |
| 6    | 영화 화보 찍기 (8견이 다음 라운드로 진출)                 |
| 7    | 슈퍼독 top 10 선발 (2견 부활)                             |
| 8    | 가상 CF 촬영하기 (10견 중 2견 탈락)                       |
| 9    | 톱모델과 화보찍기 (4견이 최종 라운드로 진출)              |
| 10   | 수중 지면 광고, 사료 CF 광고 찍기 (파이널)                |

## 결과
| 순위        | 이름            | 견종                   |
| ----------- | --------------- | ---------------------- |
| 1위         | 이치            | 잭 러셀 테리어 (암)    |
| Top4(2위)   | 수근이          | 보더 콜리 잡종 (암)    |
| Top4(3위)   | 코만도          | 아메리칸 불리 (수)     |
| Top4(4위)   | 초롱이          | 포메라니안 (수)        |
| Top8(5위)   | 제이제이        | 마리노이즈 (암)        |
| Top8(6위)   | 페퍼            | 아프간 하운드 (수)     |
| Top8(7위)   | 루써            | 휘핏 (수)              |
| Top8(8위)   | 럭키            | 불테리어 (암)          |
| Top10       | 제니            | 알래스칸 말라뮤트 (암) |
| Top10       | 초코(초코&와플) | 토이푸들 (수)          |
| Top10       | 와플(초코&와플) | 토이푸들 (암)          |
| Top15(11위) | 까꿍            | 셔틀랜드 쉽독 (암)     |
| Top15(12위) | 미미            | 말티즈 (암)            |
| Top15(13위) | 고구마          | 래브라도 리트리버 (수) |
| Top15(14위) | 주용            | 진돗개 (수)            |
| Top15(15위) | 태이            | 시베리안 허스키 (수)   |

## 시청률
- AGB 닐슨 미디어리서치

| 회차 | 방송 일자        | 전국 시청률(증감치) |
| ---- | ---------------- | ------------------- |
| 1회  | 2013년 10월 26일 | 3.1%                |
| 2회  | 2013년 11월 2일  | 4.1%(+1.0)          |
| 3회  | 2013년 11월 9일  | 4.2%(+0.1)          |
| 4회  | 2013년 11월 16일 | 3.7%(-0.5)          |
| 5회  | 2013년 11월 23일 | 3.1%(-0.6)          |
| 6회  | 2013년 11월 30일 | 3.5%(+0.4)          |
| 7회  | 2013년 12월 7일  | 3.5%                |
| 8회  | 2013년 12월 14일 | 3.9%(+0.4)          |
| 9회  | 2013년 12월 21일 | 3.8%(-0.1)          |
| 10회 | 2013년 12월 28일 | 3.9%(+0.1)          |

## 같이 보기
- 개
- 반려동물